# 梅花の宴
梅花の宴（うめのはなのうたげ、ばいかのうたげ、ばいかのえん）は、奈良時代に編まれた万葉集に収録されている、梅花を題材とする32首の和歌が詠まれた宴会のこと。梅花宴とも。
日本の元号「令和」の選定元としても知られる。

## 概要

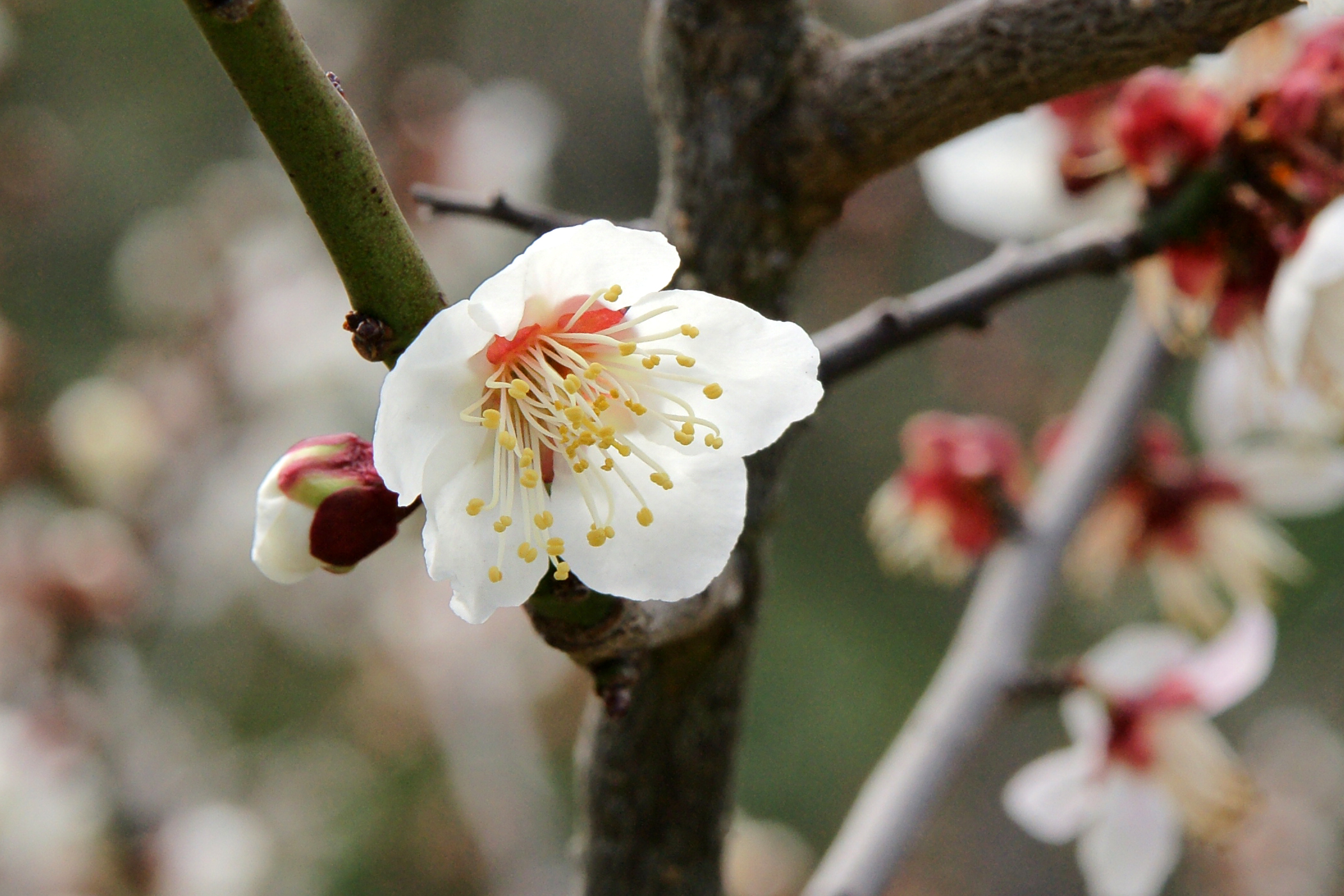
「ウメ」はバラ科サクラ属の落葉高木（写真は南部梅林）原産地は中国で遣唐使が日本にもたらしたとされる

天平2年（730年）1月13日、大宰帥・大伴旅人の邸宅で開かれた宴会で、いわゆる筑紫歌壇の員により梅花を題材に32首の歌が詠まれた。この宴会を「梅花の宴」と呼び、これら32首の歌は『万葉集』巻五に収録されている。
当時「梅」は唐から渡ってきた珍しい植物であった。太宰府市にある「大宰府展示館」では梅花の宴の様子を再現した博多人形によるジオラマが展示されている。また市民グループ「大宰府万葉会」が、「梅花の宴」を当時を再現した衣装で着、序文、32首の梅花の歌を朗唱する再現活動を20年以上続けている。通常は毎年2月に行われるが、2019年は新元号「令和」の発表（後述）を受けて特別に4月2日に大宰府政庁跡で披露された。
旅人が作成した梅花の宴の序は、王羲之の蘭亭序を模倣しているが、これはただ蘭亭序文章を借りただけでなく、自身が大宰府に来たという境遇と、王羲之の隠逸思想を重ね合わせていたからであると考えられる。
また、開催されたのが曲水の宴ではなく梅花の宴であるのは、楽府詩「梅花落」という辺境においての望郷の心を詠んだ詩が旅人の念頭にあったからである。
2019年4月1日、『万葉集』巻五にある梅花の宴の歌32首の序文に記された〈初春の令月にして、気淑く風和らぎ、梅は鏡前の粉を披き、蘭は珮後の香を薫らす〉（初春令月 氣淑風和 梅披鏡前之粉 蘭薫珮後之香）の一節を典拠として、新元号「令和」が選定された。